# Mylopharodon conocephalus
Mylopharodon conocephalus és una espècie de peix cipriniforme de la família dels ciprínids.

## Morfologia
- Els mascles poden assolir 100 cm de longitud total.[2][3]

## Hàbitat
És un peix d'aigua dolça i de clima subtropical.

## Distribució geogràfica
Es troba a Nord-amèrica: Califòrnia (els Estats Units).